# Eurocopa Femenina de Futbol
L'Eurocopa Femenina de Futbol (en anglès: UEFA European Women's Championship) és la competició de la UEFA per a seleccions femenines de futbol. Va ser creada el 1984 com a Competició Europea Femenina de Futbol (en anglès: European Competition for Women's Football), i el 1991, coincidint amb la creació del Mundial, va adoptar el seu nom actual.
Fins al 1995 es jugava cada dos anys, i era una Final Four. El 1991 i 1995 va servir com a fase de classificació UEFA per als Mundials d'aquells anys. El 1997 va passar a jugar-se cada quatre anys i es va introduir una fase de grups, com a la versió masculina, ampliant-se a vuit equips. El 2009 i 2013 van passar a ser dotze seleccions, i l'Eurocopa de 2017 va ser la primera amb setze.
Fins ara només cinc seleccions han guanyat la competició: Alemanya té 8 títols; Noruega i Anglaterra en tenen 2, i Suècia, Països Baixos i Anglaterra, un.

## Historial
| Any  | Seu              |                  | Final             | Final      | Final       |           | Partit pel tercer lloc / Semifinalistes | Partit pel tercer lloc / Semifinalistes | Partit pel tercer lloc / Semifinalistes |
|      |                  | Campió           | Resultat          | Subcampió  | Tercer Lloc | Resultat  | Quart Lloc                              |                                         |                                         |
| 1984 | Europa           | Suècia           | 1-0, 0-1 (4-3 p.) | Anglaterra | Itàlia      | i         | Dinamarca                               |                                         |                                         |
| 1987 | Noruega          | Noruega          | 2-1               | Suècia     | Itàlia      | 2-1       | Anglaterra                              |                                         |                                         |
| 1989 | Alemanya Federal | Alemanya Federal | 4-1               | Noruega    | Suècia      | 2-1       | Itàlia                                  |                                         |                                         |
| 1991 | Dinamarca        | Alemanya         | 3-1 (pr.)         | Noruega    | Dinamarca   | 2-1 (pr.) | Itàlia                                  |                                         |                                         |
| 1993 | Itàlia           | Noruega          | 1-0               | Itàlia     | Dinamarca   | 3-1       | Alemanya                                |                                         |                                         |
| 1995 | Europa           | Alemanya         | 3-2               | Suècia     | Anglaterra  | i         | Noruega                                 |                                         |                                         |
| 1997 | Noruega i Suècia | Alemanya         | 2-0               | Itàlia     | Suècia      | i         | Espanya                                 |                                         |                                         |
| 2001 | Alemanya         | Alemanya         | 1-0               | Suècia     | Noruega     | i         | Dinamarca                               |                                         |                                         |
| 2005 | Anglaterra       | Alemanya         | 3-1               | Noruega    | Finlàndia   | i         | Suècia                                  |                                         |                                         |
| 2009 | Finlàndia        | Alemanya         | 6-2               | Anglaterra | Noruega     | i         | Països Baixos                           |                                         |                                         |
| 2013 | Suècia           | Alemanya         | 1-0               | Noruega    | Suècia      | i         | Dinamarca                               |                                         |                                         |
| 2017 | Països Baixos    | Països Baixos    | 4-2               | Dinamarca  | Anglaterra  | i         | Àustria                                 |                                         |                                         |
| 2022 | Anglaterra       | Anglaterra       | 2-1 (pr.)         | Alemanya   | França      | i         | Suècia                                  |                                         |                                         |
| 2025 | Suïssa           | Anglaterra       | 1 - 1 (3 - 1 p.)  | Espanya    | Alemanya    | i         | Itàlia                                  |                                         |                                         |

pr = pròrroga; p = penals
NOTA: En la primera edició i des de 1995 no es juguen partits per a definir la tercera posició. Els semifinalistes apareixen ordenats de més a menys punts i diferència de gols.

## Palmarès
| Equip         | Campió                                             | Subcampió                  | Semifinalista                    |
| ------------- | -------------------------------------------------- | -------------------------- | -------------------------------- |
| Alemanya      | 8 (1989, 1991, 1995, 1997, 2001, 2005, 2009, 2013) | 1 (2022)                   | 1 (1993)                         |
| Noruega       | 2 (1987, 1993)                                     | 4 (1989, 1991, 2005, 2013) | 3 (1995, 2001, 2009)             |
| Anglaterra    | 2 (2022, 2025)                                     | 2 (1984, 2009)             | 3 (1987, 1995, 2017)             |
| Suècia        | 1 (1984)                                           | 3 (1987, 1995, 2001)       | 5 (1989, 1997, 2005, 2013, 2022) |
| Països Baixos | 1 (2017)                                           |                            | 1 (2009)                         |
| Itàlia        |                                                    | 2 (1993, 1997)             | 4 (1984, 1987, 1989, 1991)       |
| Dinamarca     |                                                    | 1 (2017)                   | 5 (1984, 1991, 1993, 2001, 2013) |
| Espanya       |                                                    | 1 (2025)                   | 1 (1997)                         |
| França        |                                                    |                            | 1 (2022)                         |
| Àustria       |                                                    |                            | 1 (2017)                         |
| Finlàndia     |                                                    |                            | 1 (2005)                         |

## Estadístiques

### Classificació històrica
La taula mostra el resultats històrics de les seleccions a la fase final de la competició. Els punts es calculen amb l'actual format: 3 punts per victòria, 1 per empat i 0 per derrota. El rendiment és el percentatge dels punts aconseguits respecte al total dels possibles. La selecció que encapçala la graella és Alemanya, amb 120 punts, que també lidera en títols (8).
| Selecció                            | Selecció      | Part. | Pts. | PJ | PG | PE | PP | GF  | GC | Dif. | Rend.   | Títols |
| ----------------------------------- | ------------- | ----- | ---- | -- | -- | -- | -- | --- | -- | ---- | ------- | ------ |
| 1                                   | Alemanya      | 11    | 120  | 48 | 38 | 6  | 4  | 114 | 27 | +87  | 83,33 % | 8      |
| 2                                   | Suècia        | 11    | 75   | 44 | 23 | 6  | 15 | 75  | 48 | +27  | 56,82 % | 1      |
| 3                                   | Noruega       | 12    | 61   | 41 | 18 | 7  | 16 | 64  | 61 | +3   | 49,49 % | 2      |
| 4                                   | Anglaterra    | 9     | 60   | 36 | 19 | 3  | 14 | 66  | 56 | +10  | 55,56 % | 1      |
| 5                                   | França        | 7     | 41   | 26 | 11 | 8  | 7  | 39  | 34 | +5   | 52,56 % |        |
| 6                                   | Dinamarca     | 11    | 41   | 35 | 11 | 8  | 16 | 38  | 50 | −12  | 39,05 % |        |
| 7                                   | Països Baixos | 4     | 33   | 18 | 10 | 3  | 5  | 27  | 15 | +12  | 61,11 % | 1      |
| 8                                   | Itàlia        | 13    | 31   | 37 | 8  | 7  | 22 | 47  | 72 | −25  | 27,93 % |        |
| 9                                   | Espanya       | 4     | 18   | 16 | 5  | 3  | 8  | 16  | 19 | −3   | 37,50 % |        |
| 10                                  | Àustria       | 2     | 15   | 9  | 4  | 3  | 2  | 8   | 4  | +4   | 55,56 % |        |
| Última actualització: Eurocopa 2022 |               |       |      |    |    |    |    |     |    |      |         |        |

| LLegenda |
| Part.: Participacions a la fase final Pts.: Punts PJ: Partits jugats PG: Partits guanyats PE: Partits empatats PP: Partits perduts GF: Gols a favor GC: Gols en contra Dif.: Diferència de gols Rend.: Rendiment |